# Faustino Reyes López
Faustino Reyes López (ur. 4 kwietnia 1975 w Marchenie, w prowincji Sewilla) – hiszpański bokser kategorii piórkowej srebrny medalista  letnich igrzysk olimpijskich w  Barcelonie.